# Bystrzyna (województwo zachodniopomorskie)
Bystrzyna (dawniej niem. Beustrin, dawn. Bystrzno, Bystrzyno) – wieś w północno-zachodniej Polsce, położona w województwie zachodniopomorskim, w powiecie świdwińskim, w gminie Świdwin, nad południowym brzegiem jeziora Bystrzyno Małe. Wieś jest siedzibą sołectwa "Bystrzyna" w którego skład wchodzą również miejscowości Bystrzynka i Dobrowola.
W latach 1975–1998 miejscowość administracyjnie należała do województwa koszalińskiego.